# 加列戈河畔圣欧拉利娅
加列戈河畔圣欧拉利娅（西班牙語：Santa Eulalia de Gállego）是西班牙阿拉贡自治区萨拉戈萨省的一个市镇。 总面积30平方公里，总人口131人（2001年），人口密度4人/平方公里。